# Hypericum polyanthemum
Hypericum polyanthemum är en johannesörtsväxtart som beskrevs av Johann Friedrich Klotzsch och H. Reich.. Hypericum polyanthemum ingår i släktet johannesörter, och familjen johannesörtsväxter. Inga underarter finns listade i Catalogue of Life.